# 유럽의 극점

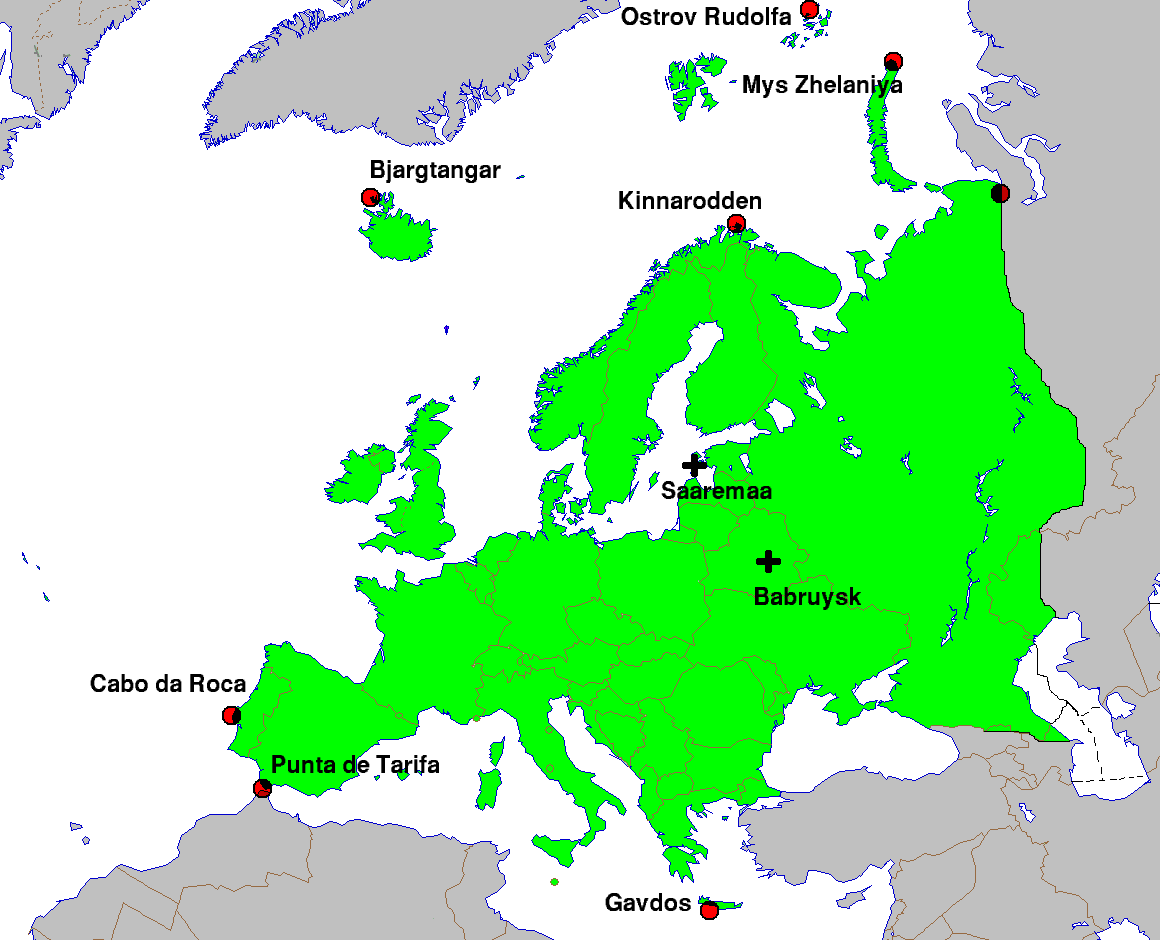
유럽의 극점(플로르스섬 제외)

이 목록은 유럽의 극점, 즉 지리적으로 따졌을 때 유럽 내에서 가장 고도가 높은 지점이나 동서남북 방향으로 가장 멀리 떨어진 지점을 모아 놓았다. 유럽의 정의가 다양하게 정해질 수 있기 때문에 여기서 몇 가지 지점은 논란의 여지가 있을 수 있다

## 유럽 대륙의 극점 (섬 포함)

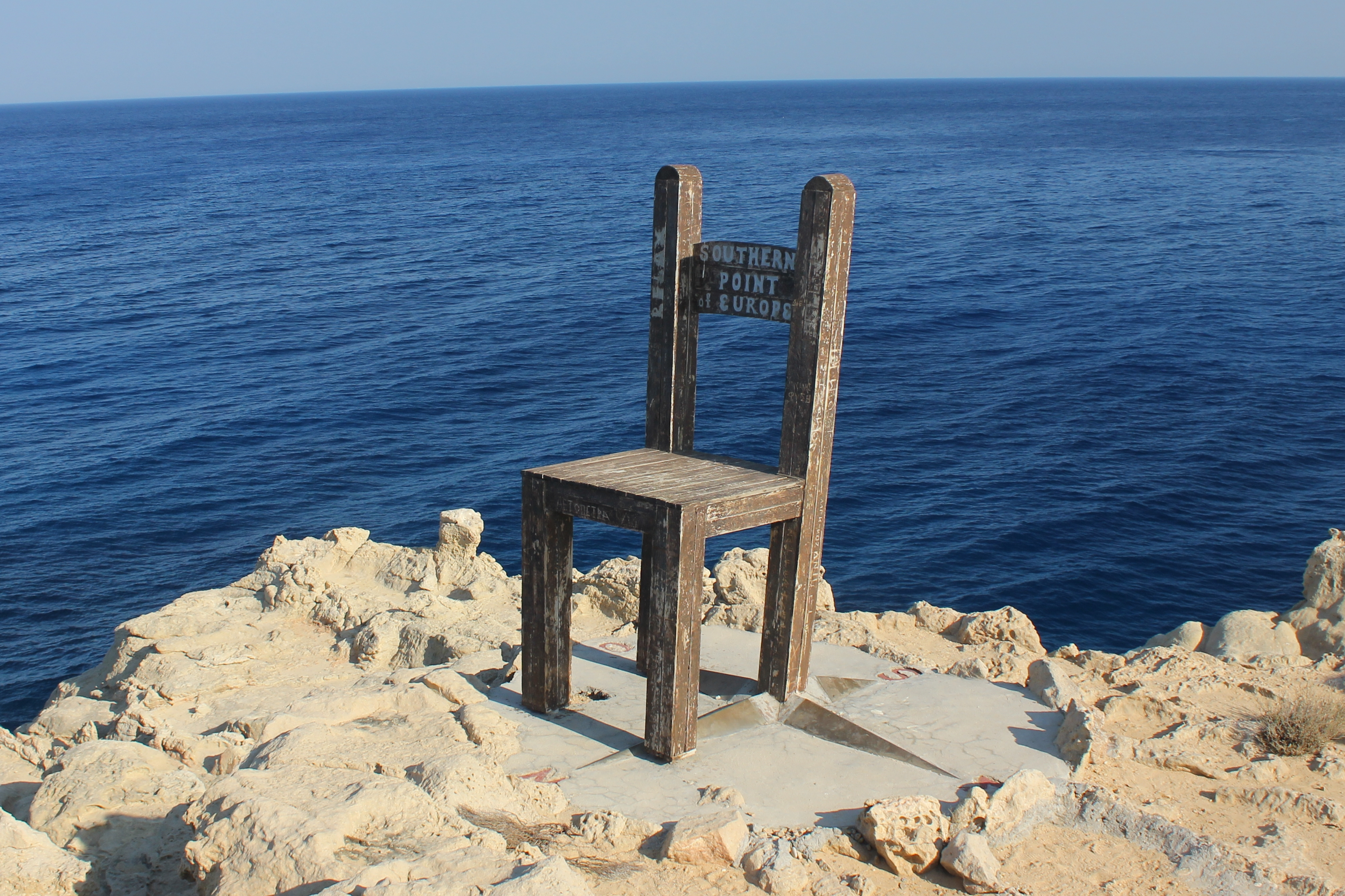
그리스 가브도스섬에 있는 유럽 최남단

- 최북단:  러시아 프란츠요제프 제도 루돌프섬 플리겔리곶 (81° 48′ 24″ N). 프란츠요제프 제도는 유럽과 아시아 간의 대략적인 경계에 가장 근접해 있는 섬이다. 이 섬을 유럽에 속하지 않는 것으로 볼 시 최북단은 노르웨이 스발바르 제도 로쇠위아섬(81°N).
- 최남단:  그리스 가브도스섬 (34° 48′ 02″ N)이 유럽의 최남단이긴 하나 명확한 것은 아니다. 유럽 경계 기준에 따라 다른 지점이 최남단이기도 하다. 키프로스섬의 경우 유럽과 문화적으로 연관성이 있는데 이곳의 최남단은 아크로티리 데켈리아에 있는 영국군 기지 (34°35′N)다. 포르투갈의 마데이라 제도는 유럽과 아프리카 간의 경계 기준점이 되는데 이곳의 최남단은 사바즈 제도 (30°8′43″N)다. 스페인 카나리아 제도 엘이에로섬에 있는 라레스틴가는 그보단 덜 남쪽에 위치해 있어 지리상으로는 아니더라도 정치적으로는 유럽에 속한다.
- 최서단:  포르투갈 아조레스 제도 몬시크섬 (31° 16′ 30″ W)은 유럽에 속한 것으로 본다면 가장 서쪽에 있는 지점이다. 그러나 이 섬은 북아메리카판에 속해 있어 완전히 유럽으로 보기엔 힘들다는 주장이 있다. 해수면 위로 나와 있는 유라시아판의 최서단 지점은 포르투갈 아조레스 제도 카펠리뉴스섬이다 (28° 50′ 00″ W)이다.
- 최동단:  러시아 노바야제믈랴 제도 필링스키곶 (69° 02′ E).

## 유럽 본토의 극점
- 최북단:  노르웨이 노르드킨곶 (71°08′02″N 27°39′00″E).
- 최남단:  스페인 푼타데타리파 (36° 00′ 15″ N).
- 최서단  포르투갈 카보다호카 ( 9º29'56.44 W).[1][주 1]
- 최동단: 최동단은 유럽의 동쪽 경계를 어떻게 정의하느냐에 따라 다양하다. 가장 보편적인 유럽 동부 경계는 우랄산맥 분수령인데, 이 우랄 분수령 (동시에 유럽 대륙)의 최동단은 해발 545미터에 자리한 이름없는 봉우리이다. 좌표는 북위 68° 18′ 37″ 동경 66° 37′ 05″ / 북위 68.31028°  동경 66.61806° 이며 옛 구소련 지도와 구글 지도/어스 같은 상세 지도에서 확인할 수 있다. 이 봉우리는 해발 875m인 고라아노라가 봉에서 북쪽으로 17km, 카라해 남쪽 오스트로프레디예프섬 남서단에서는 60km 떨어진 곳에 위치해 있다.

## 최고/최저점
- 최고점: 유럽의 최고도 지점 역시 유럽의 경계 기준에 따라 다르다.
  - 코카서스산맥 분수계는 유럽-아시아 경계선의 가장 일반적인 기준선이다. 이 분수계를 전후로 한 지역 중에서는 러시아의 엘브루스산이 해발 5,642m로 가장 높은 지점인데, 코카서스 분수계로부터 유럽 쪽으로 11km 떨어진 곳에 위치해 있다.
  - 코카서스산맥을 제외하면 몽블랑산이 해발 4,810m로 가장 높다. 몽블랑산은 프랑스와 이탈리아 국경선에 위치해 있다.
- 최저점 (자연 생성, 지상에 노출):  러시아 쪽 카스피해 해변가. 해발 -28m.
- 최저점 (자연 생성, 심해에 잠김):  그리스 칼립소 해구. 해발 -5,267m.
- 최저점 (자연 생성, 지하에 있음): 유럽의 경계 기준에 따라 둘로 나뉜다. 하나는  조지아 크루베라 동굴로 지하 -2,196m에 위치, 세계에서 가장 깊은 동굴이기도 하다.[2] 다른 하나는 오스트리아의 람프레히초펜 동굴로 지하 -1,632m에 위치.
- 최저점 (인공 생성, 지상에 노출):  독일 함바흐 지표광산 (노천 채굴 방식). 해발 -293m로 지상에 노출된 것으로는 세계에서 가장 깊은 곳이기도 하다.
- 최저점 (인공 생성, 지하에 있음):  러시아 콜라 시추공. 해발 -12,262m로 지하에 있는 것으로는 세계에서 가장 깊은 곳이기도 하다.

### 교통수단별 최고 도달점
- 케이블카 (승강식):  스위스 클라인 마터호른. 해발 3,883m.
- 케이블카 (케이블식):  스위스 미텔랄라린. 해발 3,456m.
- 철도 (종착점):  스위스 융프라우조흐. 해발 3,454m
- 철도 (통과):  스위스 베르니나 산길. 해발 2,253m.[3]
- 접근 제한된 포장도로 (종착점):  스페인 벨라타. 해발 3,300m.
- 포장도로 (종착점):  오스트리아 외츠탈 글라치어 로. 해발 2,830m.
- 포장도로 (산맥 통과):  프랑스 콜 드 리세랑. 해발 2,770m.

더 보기: 유럽의 최고 고도순 포장도로 목록 및 유럽의 최고 고도순 철도 목록

## 같이 보기
- 아프리카-유라시아 대륙의 극점
- 지구의 극점
- 유라시아의 극점
- 유럽 연합의 극점
- 유럽의 중심점
- 유럽의 지리
- 최고 고도순 유럽 국가 목록
- 세계 최북단 도시, 수도, 섬 등 (대부분 유럽 내지는 러시아에 위치)

### 내용주
1. ↑  아일랜드는 유럽 대륙붕에 포함되며 최후 빙하기 때에는 유럽 대륙과 육지로 이어진 적이 있었다. 아일랜드를 포함하면 카보다로카보다 더 서쪽에 있는 지점들이 많다 (아일랜드의 극점 참고).

### 참조주
1. ↑  Statistical Account of the British Empire: 1/ by J. R. Macculloch - 2014년 5월 13일 확인
2. ↑  Klimchouck, Alexander. “The deepest cave in the world (Krubera Cave) became 6 m deeper”. 《speleogenesis.info.》. 2018년 7월 10일에 원본 문서에서 보존된 문서. 2013년 8월 10일에 확인함.
3. ↑  “Albula and Bernina lines”. 2013년 1월 13일에 원본 문서에서 보존된 문서. 2022년 3월 20일에 확인함.